# 消防総監

消防総監の階級章

消防総監（しょうぼうそうかん、英称：Fire Chief）は、東京消防庁の長の職名で、かつ日本における消防吏員の階級の最高位の名称。定員は1人。

## 概説
消防総監は、消防組織法第16条第2項に基づく「消防吏員の階級の基準（昭和37年消防庁告示第6号）」に定められた、消防組織法第27条第2項の特別区の消防長を務める消防吏員のために用意された階級である。
現行の地方自治法制下において「特別区の消防本部」として設置されている消防本部は東京都知事の所轄に属する東京消防庁のみであることから、消防総監は東京消防庁の消防長を指す用語として用いられている。東京消防庁における職位としての消防総監は「東京消防庁の組織等に関する規則（昭和38年東京都規則第95号）」第8条に定められている。これらより、消防総監の階級・職位には、同庁に所属する消防吏員のみが就任することが可能である。
なお、東京都所在の消防機関であっても稲城市と島嶼部は消防組織法第6条の原則にのっとり独自に消防責任を負担している関係から、これらの消防本部に属する消防吏員は、当然消防総監になることはできない。
消防総監はあくまで東京都の機関である東京消防庁の職位であって、その身分はあくまで東京都の地方公務員であり、任免・処罰も東京都知事の権限で行える。
なお、消防総監は全国の消防吏員の最高位であることから、全国消防長会および前身の全国都市消防長連絡協議会の発足以来、同会の会長を兼ねている。（ただし、関西方面の消防本部の反発により、大阪市消防局長が会長だった期間が1963年5月31日～1964年5月27日の1年間だけあった。江藤彦武第4代消防総監の任期中であったが、1年間だけであるため、会長経験のない消防総監はいない。）

## 待遇
東京都の局長級職員であり、給料は東京都の重要条例局長（政策企画局長・総務局長・財務局長）と同様の東京都指定職5号給（国指定職5号俸と同額の基本給月額968,000円）、年収は1900万円台で、消防吏員に限らず全国の一般職の地方公務員の中で最高額となっている。
国家公務員と比較すると、国指定職7号俸である警視総監・消防庁長官・海上保安庁長官・省名審議官・陸海空幕僚長、国指定職6号俸である警察庁次長よりは低く、国指定職4号俸である警視庁副総監、国指定職3号俸である消防庁次長・海上保安庁次長・海上保安監よりは高く、国指定職5号俸である各省又は警察庁の官房長および主要局長・陸上総隊司令官・自衛艦隊司令官・航空総隊司令官と概ね同額となっている。
なお、東京消防庁の次長・理事（いずれも階級は消防司監で、理事は部長を兼務する）の給料は東京都指定職2号給（国指定職2号俸と同額の基本給月額763,000円）、年収は1500万円台である。
東京消防庁の消防総監・次長・理事以外、全国の自治体に指定職の地方公務員たる消防吏員は存在しないこと、東京消防庁の本部が東京都千代田区にあり地域手当の支給割合が最高（20%）となることから、給与面においてはこの3職の待遇が全国の消防吏員の中で最も高いものとなっている。
消防総監の経験者は、70歳になった後の叙勲にて、瑞宝中綬章（旧：勲三等瑞宝章）を受章することが慣例となっている。

## 警視総監との比較
警視総監は、都警察である警視庁の職員でありながら地方警務官として国家公務員（警察キャリア）たる地位を有しており、この点が消防総監との最大の相違点である（都道府県警察に所属する警察官のうち国家公務員であるのは警視正以上であり、警視以下は地方公務員である）。
また、警視総監の任免は、警察法第49条で、国家公安委員会が、東京都公安委員会の同意を得た上、内閣総理大臣の承認を得て行う必要がある旨規定されており、総理大臣の承認が必要である点も、警視総監が国家公務員中の最高幹部であることを示している（任免に内閣総理大臣の承認が必要な警察官は、他には警察法第16条に規定する警察庁長官のみ）。
消防総監は警視総監とは異なって地方公務員であり、国家公務員である警視総監とは身分や任免に関する扱いが異なり、東京都知事に任免権があるということからも、警察は国家主体であるのに対して消防は地方公共団体主体（総務省消防庁は地方公共団体の消防への助言・指導・調整をする権能のみ）となっていることが現れている。
警視総監との立場関係や扱いの差異に関しては国家公務員・地方公務員の立場関係上、警視総監のほうが優遇された扱いをされることが多い。警視庁は管轄上、東京都の警察機関ということになっているので、東京都機関のトップという観点のみで考えれば同列であるが、全体的に両者の関係は、相互の指揮命令関係はないものの、警視総監のほうが格上であるとされる。
なお、戦前の日本の消防は警察の中に組み込まれていたが、1948年3月に消防組織法が施行されたことによって、消防が警察から独立するとともに、警察の消防に対する指揮命令権も消滅した（東京都以外の道府県についても、これと同様である。）。
上記は現行の警察法と消防組織法に基づく警視総監と消防総監の地位の比較である。ちなみに、東京消防庁が発足し、消防総監が同庁に属する消防吏員の最上位となった当時に施行されていた旧警察法（施行期間：1948年3月～1954年6月）によれば、当時の警視庁も「特別区の連合体」（旧東京市の地位を承継した東京都）の設置する機関として組織されるとともに管轄範囲も特別区に限られ（同法第51条）、警視総監も東京都知事が所管する「特別区公安委員会」が任命する「東京都の公安職公務員」であり（同法第52条の2）、かつ、その職名も警察法上では「特別区の警察長」と規定されるにすぎず（同法第52条の2第1項）、その階級の根拠規定も、法律ではなく東京都の条例に過ぎなかった（同法第53条において準用する同法第46条第1項）など、現在の東京消防庁・消防総監の構成にかなり近いものであった。ただし、特別区の警察長の任免には内閣総理大臣の意見を聞く必要があった（第52条の2第2項）など、わずかな違いは存在していた。
制服の階級章は金の地に消防章が4つ。警察官の階級章は警視総監のみが両肩への肩章になっているのに対し、消防総監は他の消防吏員同様、右胸に着用する。

## 各市町村の消防長との比較
消防は完全に地方公共団体主体なので、階級上は消防吏員としての最高位であるが、消防長としては東京都消防長（＝消防総監）も市町村の消防長も対等であるとされている。つまり消防総監が他市町村の消防長（消防司令長・消防監・消防正監・消防司監）に上官として指揮命令を下すことはない。
消防組織の階級はあくまで「当該自治体が設置する同一の消防組織の内部」においてのみ指揮・監督・命令などの関係の根拠となるに留まる。例えば東京都の特別区の消防長（消防総監）と東京都稲城市の消防長は各々対等の立場にあり、かつ相互に独立しているため、稲城市の消防長（稲城市の消防長は「稲城市消防本部の組織等に関する規則」により消防監をもって充てる役職であるが、東京消防庁における消防監は本庁課長ないし消防署本署の署長クラスである）が東京都の特別区の消防長たる消防総監の指揮を受けることはない。
なお、消防相互応援の行われている災害現場にあっては、消防吏員は、相互応援協定の内容に従い、かつこの限度で他の消防組織の吏員の指揮に服することになる。この協定には「応援出場隊は、すべて現場の被応援側最高指揮者の指揮に従うものとする」旨の規定が定められるのが通例であり、災害現場における応援出場隊の最上級指揮者が被応援側の最上級指揮者より階級が上位であったとしても、被応援側の最上級指揮者の指揮に服することとなる。ただ、昭和48年7月26日に発生した東久留米市消防本部管内（現：東京消防庁 東久留米消防署）のヤマザキ製パン武蔵野工場の大火災では、消防部隊の殆どが東京消防庁の部隊であったため東京消防庁の署長が指揮権をとった事がある。

## 歴代の消防総監
消防組織法の施行に伴い内務省警視庁から消防部が東京消防本部として独立した、1948年3月7日以降の消防長の一覧を記す。1948年3月7日から4月30日までは東京消防本部長、1948年5月1日以降は東京消防庁消防総監。
| 代 | 氏名       | 任命年月日    | 前職                 | 出身校                                             | 出身地   | 生年月日       | 入庁年次等                                                                        |
| -- | ---------- | ------------- | -------------------- | -------------------------------------------------- | -------- | -------------- | --------------------------------------------------------------------------------- |
| 1  | 塩谷隆雄   | 1948年3月7日  | 総理庁内事局第一局   | 東京帝国大学法学部法律学科卒                       | 神奈川県 | 1909年1月27日  | 内務省(1931年高文合格・1933年入省) 、退任後中部・関東各管区警察局長を歴任、弁護士 |
| 2  | 金原進     | 1954年7月1日  | 東京都総務局長       | 東京帝国大学法学部法律学科卒                       | 長野県   | 1901年10月30日 | 東京市(1926年入所)、1947年東京都初代出納長                                        |
| 3  | 篠田信男   | 1955年6月6日  | 総務部長             | 法政大学専門部法科卒                               | 千葉県   | 1901年2月14日  | 警視庁(1923年入庁・巡査)、1934年高文合格                                          |
| 4  | 江藤彦武   | 1959年6月20日 | 東京都経済局長       | 陸軍士官学校中退、中央大学法学部英法科中退         | 東京都   | 1909年7月29日  | 内務省(1931年高文合格・1932年入省)、弁護士                                        |
| 5  | 山田義郎   | 1965年1月27日 | 予防部長             | 警察講習所(現:警察大学校)本科卒                    | 静岡県   | 1910年11月10日 | 警視庁消防部(1933年入庁・消防手)                                                  |
| 6  | 大川鶴二   | 1968年7月5日  | 総務部長             | 東京帝国大学工学部機械工学科卒                     | 茨城県   | 1916年12月9日  | 警視庁総監官房(1945年渉外課嘱託)、東京消防本部(1948年消防技師機械部長心得)        |
| 7  | 山崎達三   | 1974年7月1日  | 総務部長             | 日本大学専門部工科機械科卒                         | 岐阜県   | 1918年3月10日  | 警視庁消防部(1939年入庁・消防曹長）                                               |
| 8  | 村山茂直   | 1975年6月1日  | 総務部長             | 日本大学専門部工科機械科卒                         | 東京都   | 1921年1月10日  | 警視庁消防部(1941年入庁・消防曹長）                                               |
| 9  | 味岡健二   | 1977年7月3日  | 総務部長             | 東京大学第一工学部建築学科卒                       | 神奈川県 | 1924年2月4日   | 東京消防本部(1948年入庁・消防吏員)                                                |
| 10 | 曽根晃平   | 1980年7月16日 | 総務部長             | 多賀工業専門学校(現:茨城大学工学部)機械科卒        | 宮城県   | 1925年3月10日  | 警視庁消防部(1946年入庁・消防手)                                                  |
| 11 | 花塚辰夫   | 1982年8月1日  | 総務部長             | 専修大学法学部法律学科卒                           | 東京都   | 1928年2月26日  | 東京消防庁(1950年入庁)                                                            |
| 12 | 中條永吉   | 1985年7月1日  | 次長兼総務部長       | 駒澤大学商経学部商経学科卒                         | 群馬県   | 1931年1月22日  | 東京消防庁(1952年入庁)                                                            |
| 13 | 原島榮一   | 1990年7月19日 | 次長兼総務部長       | 法政大学法学部法律学科卒                           | 福島県   | 1933年11月12日 | 東京消防庁(1952年入庁)                                                            |
| 14 | 小山貞     | 1993年7月16日 | 次長兼総務部長       | 東京大学法学部卒                                   | 新潟県   | 1935年11月16日 | 自治省(1958年入省・国家上級)                                                      |
| 15 | 小宮多喜次 | 1995年5月27日 | 次長兼総務部長       | 専修大学法学部法律学科卒                           | 東京都   | 1938年1月28日  | 東京消防庁(1956年入庁)                                                            |
| 16 | 大井久幸   | 1997年7月16日 | 次長兼人事部長       | 中央大学法学部法律学科卒                           | 福岡県   | 1939年5月24日  | 東京消防庁(1958年入庁)                                                            |
| 17 | 池田春雄   | 1999年6月1日  | 次長兼人事部長       | 日本大学理工学部土木工学科卒                       | 栃木県   | 1941年4月2日   | 東京消防庁(1964年入庁)                                                            |
| 18 | 杉村哲也   | 2001年7月1日  | 次長兼人事部長       | 日本大学経済学部経済学科卒                         | 東京都   | 1943~44年      | 東京消防庁(1966年入庁)                                                            |
| 19 | 白谷祐二   | 2003年6月1日  | 次長兼人事部長       | 中央大学法学部法律学科卒                           | 山形県   | 1944~45年      | 東京消防庁(1969年入庁)                                                            |
| 20 | 関口和重   | 2005年7月16日 | 次長兼予防部長       | 京都大学法学部法律学科卒                           | 千葉県   | 1947~48年      | 東京消防庁(1971年入庁)                                                            |
| 21 | 小林輝幸   | 2007年6月1日  | 次長兼予防部長       | 相模工業大学(現:湘南工科大学)工学部機械工学科卒    | 神奈川県 | 1950年1月20日  | 東京消防庁(1972年入庁)                                                            |
| 22 | 新井雄治   | 2009年7月16日 | 次長兼人事部長       | 法政大学法学部法律学科卒                           | 東京都   | 1951年10月25日 | 東京消防庁(1975年入庁)                                                            |
| 23 | 北村吉男   | 2011年7月16日 | 次長兼人事部長       | 北海道大学大学院工学研究科土木工学専攻修士課程修了 | 石川県   | 1954年1月2日   | 東京消防庁(1978年入庁)                                                            |
| 24 | 大江秀敏   | 2013年7月16日 | 次長兼総務部長       | 芝浦工業大学工学部建築工学科卒                     | 北海道   | 1955~56年      | 東京消防庁(1979年入庁)                                                            |
| 25 | 高橋淳     | 2015年7月16日 | 次長                 | 埼玉大学経済学部経営学科卒                         | 東京都   | 1957~58年      | 東京消防庁(1980年入庁)                                                            |
| 26 | 村上研一   | 2017年8月1日  | 次長                 | 名古屋大学工学部建築学科卒                         | 愛媛県   | 1958~59年      | 東京消防庁(1983年入庁)                                                            |
| 27 | 安藤俊雄   | 2019年4月1日  | 次長                 | 早稲田大学理工学部電気工学科卒                     | 東京都   | 1960年         | 東京消防庁(1986年入庁)                                                            |
| 28 | 清水洋文   | 2021年4月1日  | 次長兼五輪対策本部長 | 専修大学法学部法律学科卒                           | 東京都   | 1963年         | 東京消防庁(1981年入庁)                                                            |
| 29 | 吉田義実   | 2023年4月1日  | 次長                 | 防衛大学校理工学専攻応用物理学専門課程卒           | 神奈川県 | 1965~66年      | 東京消防庁(1989年入庁)                                                            |
| 30 | 市川博三   | 2025年7月16日 | 次長                 | 神奈川県立鶴嶺高等学校卒                           | 神奈川県 | 1968~69年      | 東京消防庁(1991年入庁)                                                            |

1880年6月1日に初の公設消防として設置された内務省警視局消防本部の長である綿貫吉直から、東京消防本部の前身である内務省警視庁消防部の最後の長である沼田喜三雄までの延べ32人を、東京消防庁は前身として初代から第32代と数えている。当時の消防部長等はあくまでも内務・警察官僚の通過点であり、自治体消防の長である現在の消防総監とは性格が異なるが、参考までに下記に記す。なお、第30代消防部長の塩谷隆雄は後の初代消防総監。第32代消防部長の沼田喜三雄は、1948年2月10日に東京消防本部長の仮発令が出ていたが、本発令されなかった。
| 代                                                     | 氏名                                                  | 任命年月日                                            | 補職                                                  | 前職                                                  | 後職                                                  |
| 内務省警視局消防本部長（1880年6月1日～1881年1月13日）  | 内務省警視局消防本部長（1880年6月1日～1881年1月13日） | 内務省警視局消防本部長（1880年6月1日～1881年1月13日） | 内務省警視局消防本部長（1880年6月1日～1881年1月13日） | 内務省警視局消防本部長（1880年6月1日～1881年1月13日） | 内務省警視局消防本部長（1880年6月1日～1881年1月13日） |
| ------------------------------------------------------ | ----------------------------------------------------- | ----------------------------------------------------- | ----------------------------------------------------- | ----------------------------------------------------- | ----------------------------------------------------- |
| 1                                                      | 綿貫吉直                                              | 1880年6月1日                                          | 消防本部長                                            | 権中警視第三課長                                      | 第二局長                                              |
| 内務省警視庁消防本署長（1881年1月14日～1891年3月31日） |                                                       |                                                       |                                                       |                                                       |                                                       |
| 2                                                      | 川畑種長                                              | 1881年1月14日                                         | 消防本署長                                            | 三等警視                                              | 第六方面監督                                          |
| 3                                                      | 折田正介                                              | 1886年7月15日                                         | 消防本署長                                            | 坂本警察署長                                          | 退職                                                  |
| 4                                                      | 沢井近知                                              | 1888年10月6日                                         | 消防本署長                                            | 京橋警察署長                                          | 水上警察署長                                          |
| 5                                                      | 川畑種長(再)                                          | 1890年1月31日                                         | 消防本署長                                            | 第六方面監督                                          | （消防署長）                                          |
| 内務省警視庁消防署長（1891年4月1日～1906年4月16日）    |                                                       |                                                       |                                                       |                                                       |                                                       |
| 5                                                      | 川畑種長(再)                                          | (1891年4月1日)                                        | 消防署長                                              | （消防本署長）                                        | 退職                                                  |
| 6                                                      | 永谷常脩                                              | 1893年10月23日                                        | 消防署長                                              | 官房第二部長                                          | 第二部長                                              |
| 7                                                      | 富沢憭                                                | 1896年6月11日                                         | 消防署長                                              | 京橋警察署長                                          | 退職                                                  |
| 8                                                      | 山本正幹                                              | 1897年6月22日                                         | 消防署長                                              | 浅草警察署長                                          | 巡視官                                                |
| 9                                                      | 大庭知栄                                              | 1898年7月23日                                         | 消防署長                                              | 麹町警察署長                                          | 日本橋警察署長                                        |
| 10                                                     | 松井茂                                                | 1898年11月8日                                         | 消防署長（第二部長が兼務）                            | 第一部長                                              | 兼務免除（第二部長）                                  |
| 11                                                     | 吉見輝                                                | 1902年4月12日                                         | 消防署長（第一部長が兼務）                            | 第一部長                                              | 群馬県知事（官選12代）                                |
| 12                                                     | 丸山重俊                                              | 1902年10月10日                                        | 消防署長（第一部長が兼務）                            | 長崎県警察部長                                        | 韓国へ差遺                                            |
| 13                                                     | 松井茂(再)                                            | 1905年1月7日                                          | 消防署長（第一部長が兼務）                            | 第二部長                                              | 官房主事                                              |
| 14                                                     | 西久保弘道                                            | 1905年12月19日                                        | 消防署長（第一部長が兼務）                            | 茨城県事務官                                          | 滋賀県事務官                                          |
| 内務省警視庁消防本部長（1906年4月17日～1913年6月12日） |                                                       |                                                       |                                                       |                                                       |                                                       |
| 15                                                     | 吉留寛夫                                              | 1906年4月18日                                         | 消防本部長兼巡視官                                    | 巡視官                                                | 青森県事務官                                          |
| 16                                                     | 太田政弘                                              | 1907年1月14日                                         | 消防本部長（第一部長が兼務）                          | 官房主事                                              | 兼務免除（第一部長）                                  |
| 17                                                     | 室田景辰                                              | 1907年11月18日                                        | 消防本部長兼巡視官                                    | 巡視官                                                | （消防部長）                                          |
| 内務省警視庁消防部長（1913年6月13日～1948年3月6日）    |                                                       |                                                       |                                                       |                                                       |                                                       |
| 17                                                     | 室田景辰                                              | (1913年6月13日)                                       | 消防部長                                              | （消防本部長）                                        | 退職                                                  |
| 18                                                     | 緒方惟一郎                                            | 1915年8月28日                                         | 消防部長                                              | 鳥居坂警察署長                                        | 青森県知事（官選27代）                                |
| 19                                                     | 高野多助                                              | 1924年6月10日                                         | 消防部長                                              | 本富士警察署長                                        | 死亡                                                  |
| 20                                                     | 内田伝蔵                                              | 1928年10月4日                                         | 消防部長                                              | 本富士警察署長                                        | 福島県書記官（警察部長）                              |
| 21                                                     | 早川元                                                | 1931年1月21日                                         | 消防部長                                              | 監察官                                                | 長崎県警察部長                                        |
| 22                                                     | 重田忠保                                              | 1935年1月19日                                         | 消防部長                                              | 保安課長                                              | 岐阜県警察部長                                        |
| 23                                                     | 伊能芳雄                                              | 1937年2月12日                                         | 消防部長                                              | 調停課長                                              | 千葉県警察部長                                        |
| 24                                                     | 永岡文男                                              | 1939年4月21日                                         | 消防部長                                              | 特高第一課長                                          | 内務事務官土木局勤務                                  |
| 25                                                     | 桜井三郎                                              | 1939年6月23日                                         | 消防部長                                              | 島根県警察部長                                        | 内務事務官警保局勤務                                  |
| 26                                                     | 広丘謙二                                              | 1941年1月8日                                          | 消防部長                                              | 大分県警察部長                                        | 熊本県警察部長                                        |
| 27                                                     | 渡辺捨雄                                              | 1942年7月7日                                          | 消防部長                                              | 山梨県警察部長                                        | 岡山県警察部長                                        |
| 28                                                     | 岩沢博                                                | 1943年4月27日                                         | 消防部長                                              | 群馬県警察部長                                        | 静岡県警察部長                                        |
| 29                                                     | 青木大吾                                              | 1944年8月2日                                          | 消防部長                                              | 山形県警察部長                                        | 岡山県警察部長                                        |
| 30                                                     | 塩谷隆雄                                              | 1945年4月21日                                         | 消防部長                                              | 秋田県警察部長                                        | 東京都食料課長                                        |
| 31                                                     | 藤田次郎                                              | 1945年10月27日                                        | 消防部長兼勤労部長                                    | 業務課長                                              | 刑事部長                                              |
| 32                                                     | 沼田喜三雄                                            | 1947年5月2日                                          | 消防部長                                              | 岐阜県警察部長                                        | 国家地方警察宮城県警察長                              |

## 消防総監の沿革

### 職名としての消防総監
1948年（昭和23年）年5月1日に「東京消防庁の設置等に関する条例（昭和23年3月2日東京都条例第24号。同年5月1日条例第56号により改正）」第7条で「消防長は、これを消防総監と称する。」と規定されたことが、「消防総監」の始まりである。
消防本部名及び消防長の職名について、当時の東京都知事の安井誠一郎は「東京消防本部長」で良いものと考えており、実際にこの名称で条例も施行されたが、警察と消防を対等の関係にすることを重視した連合国軍最高司令官総司令部（GHQ）民間情報局公安課の主任消防行政官ジョージ・ウィリアム・エンジェル及び主任警察行政官ヘンリー・イートンが、1948年（昭和23年）4月9日に「東京消防庁消防総監にできないのなら、警視庁警視総監を東京都警察本部長にせよ」と知事ほかの東京都幹部に迫った結果、「東京消防庁消防総監」に改正することに決まった。
なお、職名としての「消防総監」は、1948年（昭和23年）9月1日に根拠規定が条例から規則に移った後、1955年（昭和30年）6月6日に「消防長」に変更、1962年（昭和37年）4月1日に「消防総監」に戻され、以降、2024年（令和6年）現在に至るまで同様の職名となっている。

### 階級としての消防総監
1948年（昭和23年）5月1日時点の消防総監は「東京消防庁の設置等に関する条例」第4条の規定により、階級名が「消防長」と規定された（直下の階級は「副消防長」）。
1948年（昭和23年）9月1日に消防組織法の改正に伴い同条例が廃止された後、「東京消防庁設置等に関する規則（昭和23年10月21日東京都規則第181号）」が遡って適用され、階級名が「総監」に改められた（直下の階級は「部長」）。
1952年（昭和27年）7月7日に国により階級名としての「消防総監」が初めて規定された（直下の階級は「消防監」）。これは、消防組織法が昭和26年3月13日法律第18号で改正、同法第11条第2項に「消防吏員の階級の基準は、国家消防庁が準則で定める。」旨規定され、これに基づく「消防吏員の階級準則（旧）（昭和27年7月7日国家公安委員会告示第6号）」が公布されたことにより、初めて全国的に統一された階級の基準が示されたことによる。 階級準則（旧）では「消防総監」の階級を用いることができるものは「消防吏員の総数が3000人以上の市町村の消防長」及び「消防吏員の総数が2000人以上の市町村の消防長で、消防監の階級では消防事務の執行に支障がある場合」と規定された。3000人以上の規定は東京消防庁のみが、2000人以上の規定は大阪市消防局のみが該当していた。
1953年（昭和28年）3月3日に「東京消防庁設置等に関する規則（昭和28年2月28日東京都規則第41号。同名の規則を全部改正）」が施行され、同規則第5条で、実際の消防吏員に対して初めて「消防総監」の階級が適用された。 
1962年（昭和37年）5月23日に「消防吏員の階級準則（新）（昭和37年5月23日消防庁告示第6号）」が即日施行、旧準則が廃止され、特別区の消防長のみが「消防総監」、直下の階級が「消防司監」の、2024年（令和6年）現在と同様の制度になった。 

### 消防総監の階級章
1949年（昭和24年）4月1日に「東京消防庁消防吏員服制（昭和24年3月29日東京都規則第51号）」が施行され、金地に消防章3つの階級章が「総監」の階級章として制定された。
1950年（昭和25年）3月7日に、消防組織法第15条の規定に基づく「消防吏員服制（昭和25年4月19日国家公安委員会告示第3号）」が遡って適用され、金地に消防章3つの胸章（先に施行された東京消防庁の「総監」の階級章と同じ意匠）が「胸章A」として「消防吏員の総数が3000人以上の市町村の消防長」及び「消防吏員の総数が2000人以上の市町村の消防長で、胸章B（金地に消防章2つの胸章）では消防事務の執行に支障がある場合」に着用できる旨規定された。前述のとおり、3000人以上の規定は東京消防庁のみが、2000人以上の規定は大阪市消防局のみが該当していた。
1950年（昭和25年）10月1日に「大阪市消防吏員服装規則（昭和25年12月12日大阪市規則第180号）」が遡って適用され、「胸章A」と同じ、金地に消防章3つの階級章が「消防長」の階級章として制定された。
1952年（昭和27年）7月7日に「昭和27年7月7日国家公安委員会告示第7号」により「消防吏員服制」が前述の階級準則（旧）の施行と同時に改正され、「胸章A」が「消防総監の階級章」に変更されるとともに、消防吏員数に基づく階級条件が階級準則（旧）に移った。
1967年（昭和42年）1月1日に「消防吏員服制準則（昭和42年2月3日消防庁告示第1号）」により「消防吏員服制（昭和25年4月19日国家公安委員会告示第3号）」が全部改正、遡って適用された。消防総監の階級章は変更なし。
1969年（昭和44年）1月1日に「昭和43年12月16日消防庁告示第7号」によって「消防吏員服制準則」の階級章の意匠の規定が全面的に改正され、消防総監の階級章として、金地に消防章4つの、2024年（令和6年）現在と同様の階級章が制定された。
1969年（昭和44年）3月1日に、東京都・大阪市の服制（服装）規則が改正され、国と同様の階級章に変更された。

### 大阪市消防局長
国（国家消防庁・国家消防本部・自治省消防庁）発行の「消防年報」の昭和29年版（第4号）から昭和39年版（第14号）まで、特別区（東京都）だけでなく、大阪市にも消防総監の階級の消防吏員が1人いる旨記載されている。
1.階級準則（旧）で、消防吏員の総数が2000人以上の市町村の消防長は「消防監」の階級で支障があれば「消防総監」の階級を用いることができる旨規定されていたところ、大阪市の消防吏員数は1950年（昭和25年）時点で2249人、1965年（昭和40年）時点で2826人で、いずれの期間においても2000人以上であり、消防総監の階級を用いることができたこと。
2.階級準則（旧）で、消防長以外の消防吏員が「消防監」の階級を用いることができるのは「消防総監」の消防長を置く市町村に限る旨規定されていたところ、「大阪市消防職員の階級並びに名称に関する規則（昭和30年9月6日大阪市規則第58号）」第2条に「消防長以外の本市消防吏員の階級は、消防監、消防監補、消防司令長、消防司令、消防司令補、消防士長及び消防士とする。」と規定されており、実際に1958年（昭和33年）から消防長の下に消防監が2名いたこと。
3.「大阪市消防吏員服装規則（昭和25年12月12日大阪市規則第180号）」で、「消防長」の階級章として、当時の東京消防庁消防総監と同じ、金地に消防章3つの階級章が、金地に消防章2つの「消防監」の階級章の上位として規定されていたこと。
などにより、国は大阪市消防局長（消防長）を消防総監と同等の階級を有するものとみなしたと考えられる。 ただし、当時の大阪市の例規・刊行物のいずれにおいても、職名は「消防局長」、「局長」又は「消防長」、階級は「消防長」となっており、大阪市消防局長を「消防総監」としている事例は見受けられない。このため、実際に「消防総監」を名乗っていたのは東京消防庁消防総監だけである。この点は、実際に使用された「大阪市警視総監」とは状況が異なる。
大阪市消防局が階級準則（新）に基づく大阪市規則で消防長を「消防司監」の階級としたのは1966年（昭和41年）1月1日である。参考までに、1966年（昭和41年）1月1日までの、歴代の大阪市消防局長は下記のとおり。
| 代 | 氏名       | 任命年月日    | 備考                                                  |
| -- | ---------- | ------------- | ----------------------------------------------------- |
| 1  | 松島歳巳   | 1948年3月7日  | [ 88 ]                                                |
| 2  | 飯田博     | 1959年7月7日  | 全国消防長会会長(5代目,1963年5月31日～1963年6月27日） |
| 3  | 大塚弥三郎 | 1963年6月27日 | 全国消防長会会長(6代目,1963年6月27日～1964年5月29日） |
| 4  | 赤井次郎   | 1965年7月10日 | 任期は1968年6月30日まで。                             |

### 消防総監の沿革まとめ
前述の記載をまとめた、国（法律・告示）、東京都（条例・規則）、大阪市（条例・規則）の、最高の階級名・階級章の沿革は下記の通り。「―」となっている部分は「規定なし」、「従前のとおり」又は「不明」。
| 施行年月日         | 国（法律・告示）         | 国（法律・告示）                   | 国（法律・告示） | 国（法律・告示） | 東京都（条例・規則） | 東京都（条例・規則） | 東京都（条例・規則） | 大阪市（条例・規則） | 大阪市（条例・規則） | 大阪市（条例・規則） |
| 施行年月日         | 法的地位                 | 最高階級 (章)条件                  | 階級名           | 階級章 (金地)    | 職名                 | 階級名               | 階級章 (金地)        | 職名                 | 階級名               | 階級章 (金地)        |
| ------------------ | ------------------------ | ---------------------------------- | ---------------- | ---------------- | -------------------- | -------------------- | -------------------- | -------------------- | -------------------- | -------------------- |
| 1948(S23)年3月7日  | 消防本部 の長たる 消防長 | ―                                  | ―                | ―                | 消防本部長           | 消防長               | ―                    | 消防局長             | 消防長               | ―                    |
| 1948(S23)年5月1日  | 消防本部 の長たる 消防長 | ―                                  | ―                | ―                | 消防総監             | 消防長               | ―                    | 消防局長             | 消防長               | ―                    |
| 1948(S23)年9月1日  | 消防本部 の長たる 消防長 | ―                                  | ―                | ―                | 消防総監             | 総監                 | ―                    | 消防局長             | 消防長               | ―                    |
| 1949(S24)年4月1日  | 消防本部 の長たる 消防長 | ―                                  | ―                | ―                | 消防総監             | 総監                 | 消防章 3つ           | 消防局長             | 消防長               | ―                    |
| 1950(S25)年3月7日  | 消防本部 の長たる 消防長 | 消防吏員数 ≧2000の 市町村の 消防長 | (胸章A)          | 消防章 3つ       | 消防総監             | 総監                 | 消防章 3つ           | 消防局長             | 消防長               | ―                    |
| 1950(S25)年10月1日 | 消防本部 の長たる 消防長 | 消防吏員数 ≧2000の 市町村の 消防長 | (胸章A)          | 消防章 3つ       | 消防総監             | 総監                 | 消防章 3つ           | 消防局長             | 消防長               | 消防章 3つ           |
| 1952(S27)年7月7日  | 消防本部 の長たる 消防長 | 消防吏員数 ≧2000の 市町村の 消防長 | 消防総監         | 消防章 3つ       | 消防総監             | 総監                 | 消防章 3つ           | 消防局長             | 消防長               | 消防章 3つ           |
| 1953(S28)年3月3日  | 消防本部 の長たる 消防長 | 消防吏員数 ≧2000の 市町村の 消防長 | 消防総監         | 消防章 3つ       | 消防総監             | 消防総監             | 消防章 3つ           | 消防局長             | 消防長               | 消防章 3つ           |
| 1955(S30)年6月6日  | 消防本部 の長たる 消防長 | 消防吏員数 ≧2000の 市町村の 消防長 | 消防総監         | 消防章 3つ       | 消防長               | 消防総監             | 消防章 3つ           | 消防局長             | 消防長               | 消防章 3つ           |
| 1962(S37)年4月1日  | 消防本部 の長たる 消防長 | 消防吏員数 ≧2000の 市町村の 消防長 | 消防総監         | 消防章 3つ       | 消防総監             | 消防総監             | 消防章 3つ           | 消防局長             | 消防長               | 消防章 3つ           |
| 1962(S37)年5月23日 | 消防本部 の長たる 消防長 | 特別区の 消防長                    | 消防総監         | 消防章 3つ       | 消防総監             | 消防総監             | 消防章 3つ           | 消防局長             | 消防長               | 消防章 3つ           |
| 1966(S41)年1月1日  | 消防本部 の長たる 消防長 | 特別区の 消防長                    | 消防総監         | 消防章 3つ       | 消防総監             | 消防総監             | 消防章 3つ           | 消防局長             | 消防司監             | 消防章 2つ           |
| 1969(S44)年1月1日  | 消防本部 の長たる 消防長 | 特別区の 消防長                    | 消防総監         | 消防章 4つ       | 消防総監             | 消防総監             | 消防章 3つ           | 消防局長             | 消防司監             | 消防章 2つ           |
| 1969(S44)年3月1日  | 消防本部 の長たる 消防長 | 特別区の 消防長                    | 消防総監         | 消防章 4つ       | 消防総監             | 消防総監             | 消防章 4つ           | 消防局長             | 消防司監             | 消防章 3つ           |
| 2024(R06)年現在    | 消防本部 の長たる 消防長 | 特別区の 消防長                    | 消防総監         | 消防章 4つ       | 消防総監             | 消防総監             | 消防章 4つ           | 消防局長             | 消防司監             | 消防章 3つ           |

## 消防総監表彰（消防総監賞・消防総監感謝状を含む）
消防総監表彰は、東京消防庁に勤務する消防吏員、並びに特別区の消防団員及び職団員の家族、そして東京都内の災害においてその鎮圧と予防に功績・善行のあった市民を表彰している。
消防総監表彰の場合、消防吏員・消防団員に対する消防総監表彰は功績表彰と優良表彰の二等があり、功績に応じてこれを授与している。吏員及び消防団員に対する表彰の場合、特別表彰においては、防災功労章、精勤功労章又は特別功労章が授与される。功績表彰には功績章が優良表彰には優良章が授与される。また、特別区消防団員がこれら消防総監表彰を受彰した場合、功績表彰は第3号表彰歴章を、優良表彰は第9号表彰歴章を佩用することができる。なお、優良表彰を複数回受賞した場合、第9号歴章にクリスタルのダイヤ型を入れたものを佩用することができる。
消防職団員の家族を含む市民に対する総監表彰は、感謝状を持って行われている。
消防吏員に対する消防総監賞については、普通賞の他、精勤賞、勤続賞、善行賞、機器考案賞がある。部外者に対する消防総監賞については、特に功労ある場合、消防協力章または消防行政特別協力章が贈呈される。厳密には消防総監表彰と消防総監賞は区別されるが、概ね総監表彰は総監賞と略称・通称する場合も多い。
なお、消防総監の階級が東京都にのみ存在することから、一連の消防総監表彰は東京都特有の表彰であり他にはない。ただ、消防総監もその他の消防本部の消防長も階級の相違を別にすれば同じであるため、ひとしく消防長からの表彰は全国各地にあるといってよい。但し、消防総監表彰が東京都の表彰の一種であるのに対して、他の道府県は市町村ごとに消防本部が置かれているため、消防長の表彰は市町村における表彰のひとつとして位置づけられる。なお、東京都以外の道府県では道府県知事に準ずる防災に関する事務を行なう上席の職員（防災対策監、防災監）からの表彰があり、東京都以外の道府県ではこれが事実上、消防総監表彰に相当する。